# Blue Lock
Blue Lock (ブルーロック, Burū Rokku) é uma série japonesa de mangá shōnen sobre futebol, escrita por Muneyuki Kaneshiro e ilustrada por Yusuke Nomura. A série é publicada por Kodansha e serializada desde agosto de 2018 na revista semanal Weekly Shōnen Magazine. Uma adaptação para anime feita pelo estúdio 8-bit estreou em outubro de 2022. A história acompanha a jornada de Isagi Yoichi, um garoto que pretende se tornar o maior atacante do mundo e ganhar a Copa do Mundo com seu país.
O mangá de Blue Lock já ultrapassou mais de 15 milhões de cópias em circulação. O mangá ganhou o 45º Prêmio de Mangá Kodansha na categoria Melhor Mangá Shõnen em 2021.

## Enredo
A história começa com a eliminação do Japão da Copa do Mundo FIFA de 2018, que causa uma inquietação na comunidade do futebol japonês. Muitos dos antigos patronos do esporte não estão muito perturbados com a falta de troféus, mas a novata Anri Teiri está furiosa, e ela está determinada a consertar o que ela vê como o problema com os jogadores japoneses. Para isso, ela contrata o enigmático e excêntrico treinador Jinpachi Ego. Acreditando que a principal carência da seleção japonesa é um atacante egoísta faminto por gols, Jinpachi Ego elabora um plano estranho para resolver este problema: Isolar 300 jovens atacantes sub-18 de todo o Japão em um centro de treinamento de última geração chamado “Blue Lock”, submetê-los a um treinamento rigoroso e fazê-los competir entre eles, com o objetivo final de transformar um dos trezentos jogadores selecionados no artilheiro da seleção japonesa.
A narrativa acompanha a jornada de Isagi Yoichi, um dos garotos escolhidos para o projeto, recebeu um convite para este programa logo após seu time perder a chance de ir para o Nacional porque passou para seu companheiro menos habilidoso, que errou. Deixando de lado suas objeções éticas ao projeto, Isagi se sente compelido a lutar para chegar ao topo, mesmo que isso signifique esmagar impiedosamente os sonhos de 299 jovens aspirantes a atacantes.

## Personagens
Yoichi Isagi (潔 世一, Isagi Yoichi)
Voz de: Kazuki Ura
Dublado por: Marcus Pejon (Brasil);
Yoichi Isagi é o principal protagonista de Blue Lock e está entre os 300 jogadores escolhidos para competir no Projeto Blue Lock. Isagi joga como atacante e é um jogador de equipe. Ao jogar futebol, Isagi é ótimo em manter a calma durante a pressão. Ele trabalha com seus companheiros, mas é capaz de ser egoísta como um "verdadeiro atacante". Ele começa disputando uma partida do colégio onde o seu time está desesperado por um gol. Ele acha uma oportunidade para marcar em um lance 1 vs 1 contra o goleiro adversário, no qual Isagi decide passar para seu companheiro de equipe, que erra e leva sua equipe a ser eliminada do campeonato. Ele então se arrepende da jogada que fez e, ao voltar para casa após a derrota, recebe um convite para o Projeto Blue Lock.
Meguru Bachira (蜂楽 廻, Bachira Meguru)
Voz de: Tasuku Kaito
Dublado por: Mattheus Caliano (Brasil);
Bachira é um atacante caprichoso que joga seguindo seus instintos. Seu principal objetivo ao entrar no Blue Lock era encontrar rivais de futebol para jogar, que também tenha um "monstro" dentro de si, mas este objetivo muda para se tornar o melhor atacante do mundo quando ele supera seu trauma da infância.
Rensuke Kunigami (國神 錬介, Kunigami Rensuke)
Voz de: Yūki Ono
Dublado por: Marcos Souza (Brasil);
Kunigami Rensuke é um atacante de sangue quente que não dá atenção a ninguém que zomba de seu sonho de se tornar um super-herói do futebol e cortará qualquer um que diga o contrário. Sua arma é o poder de tiro de seu pé esquerdo. Ele mencionou que sua fraqueza é a incapacidade de lidar com elogios e hostilidade. Ele tem uma irmã mais velha e uma irmã mais nova e é originário de Akita.
Hyōma Chigiri (千切 豹馬, Chigiri Hyōma)
Voz de: Soma Saito
Dublado por: Lucas Gama (Brasil);
Chigiri Hyouma é um atacante conhecido por seu ritmo de jogo extremamente rápido, no qual ele pode facilmente atacar qualquer um em seu caminho. No começo ele aparente ser muito cauteloso com o joelho ao jogar futebol, mas é revelado que era devido a uma lesão anterior no joelho que o assombrava. Ele se juntou ao projeto Blue Lock para deixar de lado seu medo, jogar livremente e se tornar o atacante número 1 do Japão.
Jinpachi Ego (絵心 甚八, Ego Jinpachi)
Voz de: Hiroshi Kamiya
Jinpachi Ego é o jovem treinador escolhido por Anri Teieri para tornar o projeto Blue Lock um sucesso. Ele não gosta do time de futebol japonês por causa da falta de egoísmo dos atacantes, o que lhe leva a ensinar aos participantes do projeto Blue Lock o que é o verdadeiro egoísmo.
Anri Teieri (帝襟 アンリ, Teieri Anri)
Voz de: Eri Yukimura
Anri Teieri é uma nova membra da Associação Japonesa de Futebol. Originalmente, ela foi responsável por recomendar que a JFA formarsse o apoio definitivo para a concretização do projeto Blue Lock. Anri é calma, mas é uma mulher muito determinada, cujo maior sonho é ver o Japão vencer a Copa do Mundo. Anri é apaixonado quando se trata de futebol. Embora a maioria na Associação de Futebol do Japão a ridicularize e a trate como nada mais do que uma mulher com grandes sonhos, ela mantém seus objetivos e visões. Ela também fala o que pensa, não sendo afetada pelas ideologias da Associação Japonesa de Futebol.
Sae Itoshi (糸師 冴, Itoshi Sae)
Voz de: Takahiro Sakurai
Dublado por: Fabricio Villa Verde (Brasil);
Sae Itoshi é um jogador de futebol prodígio, considerado o melhor jogador do Japão e é o irmão mais velho de Rin Itoshi. Sae também é membro da equipe Juvenil do Real Madrid, sendo considerado um dos melhores jogadores juvenis do mundo. Seu principal objetivo antes do início da série era se tornar o melhor atacante do mundo e, por sua vez, o melhor jogador do mundo, mas depois de deixar o Japão e jogar na liga profissional na Espanha, ele mudou seu sonho para se tornar o melhor meio-campista do mundo. No início da série, ele está no Japão apenas para renovar o seu passaporte, mas ao saber do projeto Blue Lock decide ficar.
Rin Itoshi (糸師 凛, Itoshi Rin)
Voz de: Koki Uchiyama
Rin Itoshi é o irmão mais novo de Sae Itoshi e começou a jogar futebol com ele desde muito jovem. Rin jogou como atacante em todos os times em que atuou, sempre sendo um dos melhores jogadores. O principal objetivo de Rin é se tornar o melhor atacante do mundo. Ele costumava ter a fixação de derrotar seu irmão no futebol e, por sua vez, se vingar dele por abandonar seu sonho compartilhado, mas posteriormente ele decidiu mudar para que ele pudesse tornar-se o melhor atacante do mundo, derrotando qualquer um em seu caminho. Rin é frequentemente descrito como frio, direto e sério.
Seishirō Nagi (凪 誠士郎, Nagi Seishirō)
Voz de: Nobunaga Shimazaki
Dublado por: Cadu Paschoal (Brasil);
Nagi é um dos os 300 atacantes convidados para disputar o Projeto Blue Lock. Ele é muito talentoso, mas não muito interessado no esporte no começo. Ele passa seu tempo livre jogando videogame em vez de treinar e trabalhar duro.
Reo Mikage (御影 玲王, Mikage Reo)
Voz de: Yuma Uchida
Dublado por: Yuri Tupper (Brasil);
Reo Mikage é o herdeiro da Mikage Corporation. Antes de entrar na Blue Lock, ele era aluno de uma escola secundária de elite, a mesma escola de Seishiro Nagi. Desde pequeno ele conseguiu tudo o que queria, como jogos, brinquedos e consoles de jogos. No entanto, à medida que crescia, Reo expressou seu tédio e disse que queria algo que não fosse fácil de obter. Foi durante o primeiro ano do ensino médio que ele se deparou com um vídeo da Copa do Mundo e encontrou algo que procurava há tanto tempo. Seu pai recusou-se a apoiar os seus sonhos futebolísticos e quer que ele desista. Seus pais querem que ele se forme em uma escola de elite e se torne um empresário  que possa assumir a empresa da família. Ao jogar futebol, é muito cuidadoso e analisa os pontos fortes e fracos do adversário, mostrando um espírito muito tático.
Shouei Barou (馬狼 照英, Barō Shōei)
Voz de: Junichi Suwabe
Barou é um tipo de atacante muito egoísta e arrogante que se esforça para ser a estrela do campo o tempo todo. Tem uma personalidade imperiosa, se enxerga e se chama constantemente de "Rei". Inicialmente, Baru percebe todos os outros em campo como coadjuvantes, movendo-se em prol de seus próprios objetivos, sendo ele mesmo o ator principal no palco. Barou é o tipo de jogador que se recusa a passar a bola. Em acordo com sua personalidade obsessiva, Barou é um perfeccionista quando se trata de controlar seu ambiente e rotina. O principal arma para fazer gols de Barou é seu chute poderoso e preciso, de uma posição próxima a uma área específica do gol (29 metros, perto do meio). Quando fora desta área específica, no entanto, a precisão do Barou pode diminuir drasticamente.
Ikki Niko (二子 一揮, Niko Ikki)
Voz de: Natsuki Hanae
Gin Gagamaru (我牙丸 吟, Gagamaru Gin)
Voz de: Shugo Nakamura
Asahi Naruhaya (成早 朝日, Naruhaya Asahi)
Voz de: Daishi Kajita
Gurimu Igarashi (五十嵐 栗夢, Igarashi Gurimu)
Voz de: Aoi Ichikawa
Jyubei Aryu (蟻生 十兵衛, Aryū Jūbee)
Voz de: Katsuyuki Konishi
Wataru Kuon (久遠 渉, Kuon Wataru)
Voz de: Masatomo Nakazawa
Jingo Raichi (雷市 陣吾, Raichi Jingo)
Voz de: Yoshitsugu Matsuoka
Yūdai Imamura (今村 遊大, Imamura Yūdai)
Voz de: Shōya Chiba
Okuhito Iemon (伊右衛門 送人, Iemon Okuhito)
Voz de: Ryūnosuke Watanuki
Ryōsuke Kira (吉良 涼介, Kira Ryōsuke)
Voz de: Kenichi Suzumura
Zantetsu Tsurugi (剣城 斬鉄, Tsurugi Zantetsu)
Voz de: Kazuyuki Okitsu
Junichi Wanima (鰐間 淳壱, Wanima Junichi)
Voz de: Ryōta Suzuk
Keisuke Wanima (鰐間 計助, Wanima Keisuke)
Voz de: Ryōta Suzuk
Aoshi Tokimitsu (時光 青志, Tokimitsu Aoshi)
Voz de: Shinnosuke Tachibana

## Mídia

### Mangá
Blue Lock foi escrito por Muneyuki Kaneshiro e ilustrada por Yusuke Nomura. O mangá começou a ser publicado na revista Weekly Shōnen Magazine em 1 de agosto de 2018. A editora Kodansha compila os capítulos da obra e os lança em volumes individuais conhecidos como tankōbon. O primeiro volume foi lançado em 11 de novembro de 2018. E até o dia 12 de agosto de 2025, foram lançados 35 volumes.
O mangá de Blue Lock já ultrapassou mais de 15 milhões de cópias em circulação. O mangá ganhou o O mangá ganhou o 45º Prêmio de Mangá Kodansha na categoria Melhor Mangá Shõnen em 2021.

#### Lista de volumes
| N.º | Data de lançamento     | ISBN              |
| --- | ---------------------- | ----------------- |
| 1   | 16 de novembro de 2018 | 978-4-06-513400-9 |
| 2   | 17 de janeiro de 2019  | 978-4-06-514121-2 |
| 3   | 15 de março de 2019    | 978-4-06-514447-3 |
| 4   | 17 de junho de 2019    | 978-4-06-515450-2 |
| 5   | 16 de agosto de 2019   | 978-4-06-516336-8 |
| 6   | 17 de outubro de 2019  | 978-4-06-517167-7 |
| 7   | 17 de janeiro de 2020  | 978-4-06-517887-4 |
| 8   | 17 de março de 2020    | 978-4-06-518559-9 |
| 9   | 15 de maio de 2020     | 978-4-06-518854-5 |
| 10  | 17 de agosto de 2020   | 978-4-06-520360-6 |
| 11  | 16 de outubro de 2020  | 978-4-06-521018-5 |
| 12  | 17 de dezembro de 2020 | 978-4-06-521638-5 |
| 13  | 17 de março de 2021    | 978-4-06-522073-3 |
| 14  | 17 de maio de 2021     | 978-4-06-523148-7 |
| 15  | 17 de agosto de 2021   | 978-4-06-524479-1 |
| 16  | 15 de outubro de 2021  | 978-4-06-525141-6 |
| 17  | 17 de dezembro de 2021 | 978-4-06-526286-3 |
| 18  | 17 de março de 2022    | 978-4-06-527288-6 |
| 19  | 17 de maio de 2022     | 978-4-06-527913-7 |
| 20  | 15 de julho de 2022    | 978-4-06-528501-5 |
| 21  | 17 de outubro de 2022  | 978-4-06-513400-9 |
| 22  | 16 de dezembro de 2022 | 978-4-06-514121-2 |
| 23  | 16 de março de 2023    | 978-4-06-530927-8 |
| 24  | 17 de maio de 2023     | 978-4-06-531566-8 |
| 25  | 14 de julho de 2023    | 978-4-06-532183-6 |
| 26  | 14 de setembro de 2023 | 978-4-06-532844-6 |
| 27  | 15 de dezembro de 2023 | 978-4-06-533904-6 |
| 28  | 15 de março de 2024    | 978-4-06-534561-0 |
| 29  | 16 de maio de 2024     | 978-4-06-535506-0 |
| 30  | 16 de agosto de 2024   | 978-4-06-536520-5 |
| 31  | 17 de outubro de 2024  | 978-4-06-537047-6 |
| 32  | 17 de dezembro de 2024 | 978-4-06-537769-7 |
| 33  | 17 de março de 2025    | 978-4-06-538708-5 |
| 34  | 17 de junho de 2025    | 978-4-06-539759-6 |
| 35  | 12 de agosto de 2025   | 978-4-06-540365-5 |

### Anime
Foi anunciado uma adaptação do mangá para anime em 12 agosto de 2021. A animação é feita pelo estúdio 8-bit, com o papel de direção sendo atribuído a Tetsuaki Watanabe, tendo Shunsuke Ishikawa como assistente de direção. A estreia ocorreu em 8 de outubro de 2022 na TV Asahi no bloco "NUMAnimation". O primeiro tema de abertura é "Chaos ga Kiwamaru", interpretado pela banda Unison Square Garden. O segundo tema de abertura é "Judgement" interpretado pela banda Ash Da Hero. O serviço de streaming Crunchyroll obteve a licença da série.
Em 29 de outubro de 2022, a Crunchyroll anunciou que a série receberia uma dublagem em português brasileiro, sendo realizada pelo estúdio brasileiro Som de Vera Cruz e sob direção de Mattheus Caliano.

#### Lista de episódios
| Núm. | Título                                                                | Exibição                |
| --- | --------------------------------------------------------------------- | ----------------------- |
| 1 | "Sonho" "Yume (夢)"                                                   | 8 de outubro de 2022    |
| Yoichi Isagi é um jogador de futebol no time da escola Ichinan. Um estudante do segundo ano, sua posição no time é de centroavante e seu sonho é se tornar o maior craque do Japão nessa posição. Infelizmente, no entanto, ele perde na sua partida decisória para o campeonato nacional. Porém, ele recebe um convite misterioso da União Japonesa de Futebol para algo que ele não esperava: entrar no Blue Lock, onde morará com outros 300 atacantes para competir quem entrará pra seleção japonesa. |                                                                       |                         |
| 2 | "Monstro" "Kaibutsu (かいぶつ)"                                       | 15 de outubro de 2022   |
| Kira é eliminado do Blue Lock e, com isso, o primeiro dia na instituição que promete criar o maior centroavante do mundo começa na vida de Yoichi Isagi. |                                                                       |                         |
| 3 | "O zero do futebol" "Sakkā no Zero (サッカーの0)"                     | 22 de outubro de 2022   |
| A primeira partida no Blue Lock começa e é Time X contra o Time Z. Entretanto, a equipe não consegue fazer um bom jogo coletivo. Cada atleta só pensa em marcar seu próprio gol. |                                                                       |                         |
| 4 | "Premonição e intuição" "Yokan to Chokkan (予感と直感)"               | 29 de outubro de 2022   |
| Agora, com um plano formado, o Time Z finalmente consegue se unir mais e jogar como um time, se preparando para sua próxima partida, que será contra o Time Y. Entretanto, apesar das melhorias, ainda terão outro obstáculo pela frente. |                                                                       |                         |
| 5 | "Nascer de novo é..." "Umarekawaru no Wa (生まれ変わるのは)"          | 5 de novembro de 2022   |
| A partida do Time Z contra o Time Y continua no segundo tempo após Yoichi ter descoberto o real perigo do Time Y: Niko, cabeça do time, que está planejando tudo por baixo dos panos. Agora, o Time Z finalmente sabe como vencer a partida, mas Niko parece ainda ter um truque na manga. |                                                                       |                         |
| 6 | "Me desculpe" "Gomen (ごめん)"                                        | 12 de novembro de 2022  |
| O próximo adversário do Time Z será o Time W. Estudando os oponentes, agora é hora de montarem um plano e vencerem como um time mais unido, já que já venceram junto uma vez. Tudo parece ir bem, até que... |                                                                       |                         |
| 7 | "À flor da pele" "Tagiri (滾り)"                                      | 19 de novembro de 2022  |
| Time Z está em apuros desde a revelação da traição de Kuon. Faltando poucos minutos para o jogo acabar, precisam arrumar uma maneira de, pelo menos, empatarem o jogo, se não, estarão fora do Blue Lock. Quem teria uma arma capaz de fazer isso? |                                                                       |                         |
| 8 | "A Fórmula para fazer gols" "Gōru no Hōteishiki (成功ゴールの方程式)" | 26 de novembro de 2022  |
| A partida final do Prédio 5 logo irá começar: Time Z vs Time V. Para se prepararem, o time Z começa a analisar o seu adversário, buscando uma estratégia. |                                                                       |                         |
| 9 | "Despertar" "Kakusei (覚醒)"                                          | 3 de dezembro de 2022   |
| A partida continua deixando o Time Z assustado com as habilidades de Nagi. Entretanto, um dos membros não está assustado, mesmo enfrentando um gênio do futebol...? |                                                                       |                         |
| 10 | "Continuar assim" "Kono Mama de (このままで)"                         | 10 de dezembro de 2022  |
| O jogo do Time Z contra o time mais forte do prédio 5, Time V, continua. Kuon está em choque com o fato de que eles estão indo bem melhor do que esperava, mesmo com um jogador a menos. E ele não é o único em choque: Reo também está sem querer aceitar a possibilidade de perder. |                                                                       |                         |
| 11 | "A última peça" "Saigo no Kakera (最後の欠片)"                        | 17 de dezembro de 2022  |
| Time V vs Time Z finalmente chega ao fim. No último episódio com o empate graças ao cartão vermelho de Kuon ter dado mais tempo, eles conseguiram esse feito. Mas não basta empatar, eles têm de ganhar para passarem pra próxima seleção. Yoichi irá conseguir conquistar mais um gol com seu faro? |                                                                       |                         |
| 12 | "A segunda seleção" "Nijisenkō (二次選考)"                            | 24 de dezembro de 2022  |
| Agora, para a próxima seleção, os jogadores no Blue Lock utilizarão tecnologias de última ponta para jogarem futebol. Yoichi não se desanima agora ao ver dificuldades: muito pelo contrário, elas apenas o incentivam a melhorar mais e mais. Até quando isso vai durar e até onde isso irá levar é a questão do momento. |                                                                       |                         |
| 13 | "Top 3" "Top 3 (Top 3)"                                               | 7 de janeiro de 2023    |
| Nesse novo estágio da segunda seleção, o time branco formado por Yoichi, Nagi e Bachira finalmente irá contra os três melhores no rank do estágio anterior, correndo o risco de ceder um de seus três jogadores caso percam o jogo. Ainda assim, a vontade de testar suas novas habilidades contra os três melhores é muito maior nos membros do time branco. Será que conseguirão ganhar essa partida? |                                                                       |                         |
| 14 | "Os gênios e os medíocres" "Tensai to Bonsai (天才と凡才)"            | 14 de janeiro de 2023   |
| A perda de Bachira em seu time deixa Yoichi bem aflito com como será seu futuro com o Nagi. Para piorar, a situação agora é ainda mais complexa: o ideal seria ir contra um time mais fraco, mas isso significaria pegar um jogador mais fraco também, o que tornaria mais difícil de avançar os próximos estágios. Então, o que Yoichi e Nagi irão fazer? |                                                                       |                         |
| 15 | "Devorar pra sobreviver" "Kuero (喰)"                                 | 21 de janeiro de 2023   |
| Yoichi percebe que a decisão da partida está nas mãos dele e de Asahi. Entretanto, como ele irá fazer para vencer o Asahi? Essa será uma partida que não dependerá dos jogadores geniais, e sim dos jogadores "medíocres". |                                                                       |                         |
| 16 | "Sessão em trio" "Torai Sesshon (三者融合)"                           | 28 de janeiro de 2023   |
| Barou se une ao time de Yoichi e Nagi, já causando bastante confusão com seus conflitos com o Nagi. Yoichi está tentando ver uma maneira para mediar esses dois, o que será bem complicado, mas também será uma experiência interessante para si conhecer mais sobre o "Rei Barou". |                                                                       |                         |
| 17 | "Perna-de-pau" "Hetakuso (ヘタクソ)"                                  | 4 de fevereiro de 2023  |
| Yoichi começa a perceber que seus ex-colegas de time formaram um ótimo trio com o Reo, utilizando da melhor maneira possível as suas próprias armas. Agora, ele terá de pensar em como irá conseguir sua tão desejada "reação química" com o Nagi e o Barou, se não, não poderá vencer. Dito isso, o Barou continua não muito cooperativo... |                                                                       |                         |
| 18 | "Estágio do líder" "Shuyaku nosutēji (主役の座（ステージ))"           | 11 de fevereiro de 2023 |
| Barou, pela primeira vez, está sem saber como reagir. Tendo perdido seu trono, o time está sendo movido pelo Nagi e Yoichi. |                                                                       |                         |
| 19 | "Menino dançarino" "Dancing boy (Dancing boy)"                        | 18 de fevereiro de 2023 |
| Yoichi e seu time vencem a partida e chega a hora dele, Nagi e Barou, decidirem quem eles vão escolher para entrar em seu time. |                                                                       |                         |
| 20 | "Jogada super sincronizada" "Chō Rendō (超連動)"                      | 25 de fevereiro de 2023 |
| Finalmente, Isagi e Nagi vão ter sua revanche contra o time de Rin. Porém, a adição de Bachira no time de Rin trará alguns imprevistos. |                                                                       |                         |
| 21 | "Não estou aqui" "Ore ga Inai (俺がいない)"                           | 4 de março de 2023      |
| Isagi tenta analisar o jogo de Rin e parece ter encontrado uma resposta para conseguir superar o adversário. Mas o jogo mental está muito além do que ele imaginou. |                                                                       |                         |
| 22 | "Voz" "Koe (声)"                                                      | 11 de março de 2023     |
| Após a assustadora cobrança de falta do Rin, o time de Isagi tem que se concentrar em encontrar uma maneira de virar o jogo. Mais uma vez, a cabeça de Yoichi começa a se movimentar para enxergar o campo para que ele possa desenhá-lo da maneira que quer. |                                                                       |                         |
| 23 | "Sorte" "Luck (Luck)"                                                 | 18 de março de 2023     |
| A partida entre o Time de Yoichi e o Time do Rin finalmente acaba, sendo determinada pela "sorte". |                                                                       |                         |
| 24 | "A hora chegou" "Toki wa Kitari (時は来たり)"                         | 25 de março de 2023     |
| A partida contra os Cinco Craques Mundiais é intensa e fervorosa, mas durante ela, Ego descobre que o projeto Blue Lock corre perigo e terá que tomar medidas imediatas para impedir isso. |                                                                       |                         |

#### Trilha sonora
| Abertura | Abertura                                       | Abertura  | Encerramento | Encerramento                  | Encerramento |
| Nº       | Música                                         | Episódios | Nº           | Música                        | Episódios    |
| -------- | ---------------------------------------------- | --------- | ------------ | ----------------------------- | ------------ |
| 1        | "Chaos ga Kiwamaru" (por Unison Square Garden) | 1 ao 12   | 1            | "Winner" (por Shugo Nakamura) | 1 ao 24      |
| 2        | "Judgement" (por Ash Da Hero)                  | 12 ao 24  | 1            | "Winner" (por Shugo Nakamura) | 1 ao 24      |

#### Lançamentos em Blu-ray/DVD

##### Japão
| Volume | Volume | Episódios           | Data de lançamento    |
| ------ | ------ | ------------------- | --------------------- |
|        | 1      | 1–6                 | 27 de janeiro de 2023 |
| 2      | 7–12   | 24 de março de 2023 |                       |
| 3      | —      | 26 de maio de 2023  |                       |
| 4      | —      | 28 de julho de 2023 |                       |

## Recepção
Em dezembro de 2022, foi anunciado que a série alcançou a marca de 15 milhões de cópias em circulação.
A série foi recomendada por Hajime Isayama, autor de Shingeki no Kyojin, para quem Yusuke Nomura trabalhou anteriormente como assistente. Blue Lock apareceu como uma das 3 principais séries de mangá com temática esportiva pela pesquisa "Mangás mais recomendados pelos funcionários de livrarias japonesas em 2020", realizada pela livraria on-line japonesa Honya Club. Blue Lock foi o vencedor do 45° Premio Anual de Mangá Kōdansha na categoria Melhor Mangá Shõnen no ano de 2021. A série também foi indicada para a premiação Harvey Awards na categoria Melhor Mangá em 2022.
Rebecca Silverman, escritora do site de notícias Anime News Network, Em sua analise dos dois primeiros volumes da série, classificou o conceito de "distopia esportiva" como algo que faz Blue Lock se destacar entre as outras séries esportivas, mas também disse que é tão "descaradamente absurdo que não funciona muito bem". Rebecca elogiou a arte da série, destacando a inspiração proveniente dos trabalhos do mangaká Tite Kubo, e concluiu que, embora os dois primeiros volumes não sejam perfeitos, há o suficiente para fazê-la ler mais.

### Mangá
- Blue Lock na Kodansha Comics (em inglês)
- Página do mangá na Shonen Magazine (em japonês)
- Twitter oficial do mangá no X (em japonês)
- Blue Lock (mangá) na enciclopédia do Anime News Network (em inglês)

### Anime
- Site oficial do anime (em japonês)
- Twitter oficial do mangá no X (em japonês)
- Twitter oficial do anime no X (em português)
- Blue Lock (anime) na enciclopédia do Anime News Network (em inglês)

Streaming
- «Blue Lock». na Crunchyroll